# Cherchez la femme
Cherchez la femme é uma frase em francês cuja tradução literal é "procure a mulher". A expressão vem do livro de 1854 Les Mohicans de Paris de Alexandre Dumas, pai.   Na passagem original, lê-se

Il y a une femme dans toute les affaires; aussitôt qu'on me fait un rapport, je dis: 'Cherchez la femme'.

Cuja tradução para português é:

Há sempre uma mulher envolvida em todos os casos. Assim que me trazem um relatório, digo logo: 'Procurem a mulher'.

A frase resume um lugar-comum das histórias de detetive: não importa qual seja o problema, o motivo é quase sempre uma mulher. É normalmente usado com o sentido de 'procure a raiz do problema'.